# Nothobranchius robustus
Nothobranchius robustus är en fiskart som beskrevs av Ahl, 1935. Nothobranchius robustus ingår i släktet Nothobranchius och familjen Nothobranchiidae. IUCN kategoriserar arten globalt som otillräckligt studerad. Inga underarter finns listade i Catalogue of Life.